# Щедрик принсипійський
Ще́дрик принсипійський (Crithagra rufobrunnea) — вид горобцеподібних птахів родини в'юркових (Fringillidae). Ендемік Сан-Томе і Принсіпі. 

## Опис
Довжина птаха становить 11-12,5 см, вага 21-35 г. Голова, спина, крила і хвіст рудувато-бурі, над очима каштанові "брови", нижня частина тіла каштанова. На грудях малопомітний світлий комірець. Забарвлення самців дещо яскравіше, ніж забарвлення самиць. Дзьоб чорний, лапи чорнувато-тілесного кольору, очі темно-карі.

## Підвиди
Виділяють три підвиди:
- C. r. rufobrunnea (Gray, GR, 1862) — острів Принсіпі;
- C. r. fradei (Naurois, 1975) — острівець Каросу;
- C. r. thomensis (Barboza du Bocage, 1888) — острів Сан-Томе.

## Поширення і екологія
Принсипійські щедрики живуть у вологих і сухих тропічних лісах, на плантаціях, в парках і садах. Зустрічаються поодинці, парами або невеликими зграйками, на висоті до 900 м над рівнем моря. Живляться насінням, пагонами, листям, ягодами, плодами і комахами. Розмножуються протягом всього року, з піками в березні, травні-серпні і жовтні-січні. Гніздо чашоподібне, в кладці від 3 до 6 яєць. Інкубаційний період триває 2 тижні.